# Oxymoron
Ett oxymoron är ett ord eller begrepp som är sammansatt av två element som står i motsatsförhållande till varandra eller är skenbart oförenliga ("jätteliten", "talande tystnad", "skitgod"). Ordet oxymoron är bildat av grekiskans oxys, med betydelsen 'skarp', 'vass', och moros, med betydelsen 'dum', 'slö', vilket gör att ordet i sig även det utgör ett oxymoron. Sammansättningen skulle kunna översättas ungefär 'spetsfundigt dum' och förekommer för första gången i källorna på 400-talet e.Kr.
Sammansättningen oxymoron (ὀξύμωρον) har inte hittats i några grekiska källor.
Motsatsen till självmotsägelse är tautologi. (Jämför även pleonasm, som innehåller något överskott av förstärkande eller bekräftande element, men ingen motsägelse.) 
Självmotsägelser kan vara av flera sorter: de kan vara sammansättningar där det paradoxala är något man vill åt (talande tystnad, lysa med sin frånvaro), eller försök att faktiskt beskriva något som är motsägelsefullt (bitterljuv, fulsnygg). De kan också bero på att ord, som från början haft en viss innebörd, med tiden alltmer fått karaktär av allmänna förstärkningsord, vilket – om man synar det närmare – blir underligt (jätteliten, sjukt frisk, skitfin).